# Kopet Dag
La cordillera Kopet Dag, también Kopetdag o Kopetdagh (del farsi: کپه‌داغ) está situada en el suroeste de Asia Central, al este del mar Caspio. Se extiende 650 km a lo largo de la frontera entre Irán y Turkmenistán. El pico más alto, del lado iraní, alcanza los 3.191 metros.